# Exorista chnsella
Exorista chnsella là một loài ruồi trong họ Tachinidae.